# Воспоминания о Павловске
«Воспомина́ния о Па́вловске» — советский документальный, историко-биографический фильм 1983 года, режиссёра Ирины Калининой. В 30-минутной ленте показана подвижническая деятельность Анны Ивановны Зеленовой — директора Павловского дворца-музея, которая посвятила ему всю свою жизнь, пережила вместе с ним годы оккупации и возрождение из пепла. Авторы фильма, через дневники Анны Ивановны, пытаются понять, почему она так любила Павловск и считала его лучшим местом на Земле?
В 1985 году картина была номинирована на премию Американской киноакадемии в категории «лучший документальный короткометражный фильм».

## Описание
Анна Ивановна Зеленова не просто любила Павловск, она не могла без него жить, он был для неё истинным храмом искусства. Будучи студенткой, она водила в нём экскурсии и знала здесь каждый уголок. В начале Великой Отечественной войны Анна Зеленова была назначена на должность директора музея и до 17 сентября 1941 года организовывала эвакуацию и тайные схроны наиболее ценных экспонатов. С сентября 1941 до января 1944 года Анна Ивановна провела в блокадном Ленинграде, продолжая трудиться над материалами Павловска.
После отступления немецких войск, вернувшись в Павловск, она увидела хаос, который оставили после себя оккупанты: всюду следы разрухи и глумления над искусством, дворец был сожжён, парк наполовину вырублен, немцы разграбили всё, что сотрудники музея не смогли вывезти или спрятать. «Неужели всё? Неужели конец? И Павловск останется только щемящим воспоминанием?» — думала тогда Анна Ивановна. На руины прибыла государственная комиссия, её выводы не давали никаких надежд: «ни один из архитектурных ансамблей под Ленинградом не пострадал так жестоко. Точек опоры для возрождения дворца нет». Вот тогда Анна Ивановна и начала сражение за Павловск.
На восстановление комплекса она вовлекала организации и людей, выбивала ресурсы и средства, ездила в Москву, обошла десятки кабинетов, наконец попала на приём к Клименту Ворошилову. Он ведал тогда в правительстве вопросами культуры и смог выделить дополнительные средства на восстановление комплекса. Вместе с единомышленниками мастерами-реставраторами ушло двадцать лет на воссоздание Павловска. Именно благодаря усилиям Анны Ивановны удалось сохранить и возродить уникальный ансамбль и когда в 1977 году Павловску исполнилось 200 лет, он встретил свой юбилей уже в полной красе.

## Создатели фильма(титры)
- Автор сценария: Борис Добродеев
- Режиссёр: Ирина Калинина
- Оператор: Николай Волков
- Композитор: Шандор Каллош
- Звукооператор: Нина Виноградская
- Редактор: Таиса Янсон
- Директор картины: Нелли Жандармова

В фильме использованы материалы Госфильмофонда СССР, Центрального Государственного архива кинофотодокументов СССР.
Авторы благодарят дирекцию Павловского дворца-музея и парка за помощь в работе над фильмом.

## Награды и номинации
- Специальный приз Кинофестиваля в Кракове 1984 (Ирина Калинина)[2]
- Главный приз XVII Всесоюзного кинофестиваля в Киеве за лучший документальный фильм, 1984.[3]
- Номинация на премию «Оскар» (1985) за лучший документальный короткометражный фильм (Ирина Калинина)[4]